# مغربة داهم (الشغادرة)

تعديل مصدري - تعديل

مغربة داهم هي إحدى قرى عزلة داهم بمديرية الشغادرة التابعة لمحافظة حجة، بلغ تعداد سكانها 362 نسمة حسب تعداد اليمن لعام 2004.